# Viaducto del Angarrack
El viaducto ferroviario de Angarrack cruza el valle del río Angarrack en la localidad de Angarrack, en el oeste de Cornualles, Reino Unido.

## Geografía
El viaducto construido en granito consta de once arcos y permite el paso del ferrocarril de la Línea Principal de Cornualles a través del empinado valle del río Angarrack, un afluente del rio Hayle, entre las estaciones actuales de Camborne y Hayle. El pueblo se extiende a ambos lados del viaducto.

## Historia
El viaducto original en Angarrack fue diseñado por Isambard Kingdom Brunel para el Ferrocarril del Oeste de Cornualles y fue "... construido totalmente de madera sobre cimientos de piedra". Medía casi 800 pies (243,8 m) de largo y 100 pies (30,5 m) de alto. La piedra de los cimientos originales de Brunel se reutilizó para construir el muro en el acceso a la Estación de Penzance. En la actualidad no queda evidencia alguna de la estructura original de Brunel.
La construcción del puente que sustituyó al original se inició en enero de 1883, siendo realizado por el Sr. H Stevens de Ashburton, quien también construyó los viaductos de reemplazo de Redruth y de Guildford (al oeste de Angarrack). Se construyó una vía de tranvía de unos cientos de metros hasta una cantera cercana propiedad del Sr. Gregor para ejecutar el viaducto. Se esperaba que los cimientos tuvieran al menos 30 pies (9,1 m) de profundidad y el trabajo llevaría de dos a tres años. Fue inaugurado por el Great Western Railway en 1888 y sus once arcos de granito tienen cada uno una luz de 56,5 pies (17,2 m). Es un monumento catalogado.